# Miltochrista destrigata
Miltochrista destrigata là một loài bướm đêm thuộc phân họ Arctiinae, họ Erebidae.